# پاول دونووان
پاول دونووان (به انگلیسی: Paul Donovan) (زادۀ ۳۱ مارس ۱۹۷۲)، اقتصاددان و مؤلف بریتانیایی است. او اقتصاددان ارشد جهانی در شرکت خدمات مالی سوئیسی «مدیریت ثروت UBS» است.

## تحصیلات
دونوان فلسفه، سیاست و اقتصاد را در کالج سنت آنه آکسفورد مطالعه نمود و در ۱۹۹۳ میلادی فارغ‌التحصیل گشت. همچنین او صاحب درجه MSc در اقتصاد مالی از دانشگاه لندن است. دونووان عضو افتخاری کالج سنت آنه و عضوی از دایره نایب چنسلر دانشگاه آکسفورد است.

## حرفه
در ۱۹۹۲ دونووان به عنوان بازوی بانکداری سرمایه‌گذاری UBS به «UBS فیلیپس و درو» پیوست، چرا که آن زمان در اداره اقتصادی «درآمد ثابت»، این موقعیت به عنوان دوره کاراموزی شناخته می‌شد. او در ۱۹۹۵ به سمت تخصص در اقتصاد جهانی حرکت نمود. سمت او به عنوان اقتصاددان ارشد جهانی در «مدیریت ثروت UBS»، در ژوئن ۲۰۱۶ اعلام شد. او از سال ۲۰۰۴، هدایتگر مدیریت UBS را بر عهده داشته و عضوی از کمیته سرمایه‌گذاری جهانی مدیریت ثروت بوده‌است.

## دیدگاه‌های اقتصادی و تحقیقات قابل توجه
دونووان دو کتاب در زمینه اقتصاد محیط زیست به‌طور مشترک با همکار خود در UBS، جولیو هادسون که فارغ‌التحصیل کالج سنت آنه بود، تألیف نمود. کتاب «از قرمز تا سبز» مفهوم خورد شدن اعتبار محیط زیستی را مورد بررسی قرار می‌دهد و استدلال می‌آورد که استفاده از منابع محیطی را می‌توان به عنوان انتقال استانداردهای زندگی در زمان در نظر گرفت که مشابه بحث اعتبار مالی است و این مطلب که پیامدهای خورد شدن اعتبار ممکن است بر مسائل زیست‌محیطی نیز به طرز مفیدی قابل اعمال باشد. کتاب دیگر با عنوان «سیاست غذایی و خورد شدن اعتبار محیطی» به وابستگی منابع و مصارف غذایی بر منابع تجدیدناپذیر نظر دارد و این که چگونه این مطلب را می‌توان به گونه‌ای اصلاح کرد تا غذای پایداری در آینده ارائه شود. یکی از بحث‌های مرکزی، نیاز به کنترل پسماندها با سیاست‌های کل‌نگری است که به بخش‌های خاصی از فرایند توزیع غذا در انزوا نظر دارد.
دونووان در ۲۰۱۵ میلادی «حقیقت در مورد تورم» را منتشر کرد که استدلال می‌آورد تورم مفهومی است که به خوبی در بازارهای مالی درک نشده‌است. به‌ویژه او بر روی مسئله نامساوی تورم تمرکز کرده‌است، یعنی این ایده که شاخص‌های تجمع تورم با دقت هزینه زندگی را برای برخی از افراد جامعه به تصویر نمی‌کشند. به‌ویژه دونووان اذعان دارد که با افزایش نابرابری اقتصادی، آماره‌های مرتبط با طبقه ثروتمندان همچون شاخص قیمت مصرف‌کننده به صورت فزاینده‌ای هزینه زندگی گروه‌هایی با درآمد کمتر در جامعه را به طرز اشتباهی نمایندگی خواهد کرد. دونووان ایده «پول هلیکوپتری» را نقد کرده و دلیل می‌آورد که سیاست انعطافپذیری را کاهش داده و در صورت کنترل نشدن پیامدهای وخیمی خواهد داشت و این که اگر انتظار تورم دستمزدها ضعیف باقی بماند، انتظار افزایش تورمی قیمت‌ها نیز ممکن است مطلوب نباشد.
دونووان یکی از مشارکت‌کنندگان در کتاب «پروژه گای فاکس» با عنوان «جهان واقعاً چگونه کار می‌کند، اقتصاد» بود که راهنمایی بر اقتصاد با هدف مخاطبان حدود ده ساله بود.
دونووان خود را اقتصاددان سیاسی توصیف کرده و منتقد ستایش از مدلسازی ریاضیاتی در اقتصاد بود. او از ایده ارتباط شار گونهٔ بین سیاست و اقتصاد پشتیبانی می‌کند («نقد لوکاس»).
دونووان چندین اثر تحقیقاتی در رابطه با آسیب‌های اقتصادی ناشی از پیش‌داوری در جامعه نوشته است که بر روی اثرات روی بهره‌وری و بازارهای کار تمرکز دارند. دونووان دلیل می‌آورد که پیش‌داوری به طرز غیرمنطقی کارگران ماهر را طرد کرده و مهارت کارگران موجود را دست کم گرفته و انعطافپذیری محیط کاری را کاهش می‌دهد. دونووان به‌طور خاص پیامدهای اقتصادی پیش‌داوری حول ازدواج همجنس را برجسته کرده و معتقد است که منع گروه‌های اجتماعی در دسترسی به مؤسسات خدمات اجتماعی را باید به عنوان پیش‌داوری در نظر گرفت و این حقیقت که این عمل موجب کاهش بهره‌وری اقتصادی می‌گردد.
دونووان در ۲۰۲۰ کتابی با عنوان «سود و پیش‌داوری - لودیت‌های (فناوری گریزان) انقلاب صنعتی چهارم» را منتشر کرد که اثر قبلی خود در رابطه با پیش‌داوری را توسط آن توسعه دهد. این کتاب دلیل می‌آورد که تغییرات ساختاری انقلاب صنعتی چهارم احتمالاً موجب افزایش پیش‌داوری شده و این که فناوری هم به رشد پیش‌داوری کمک کرده و هم مانعی بر سر آن خواهد بود. او بحث می‌کند که پیش‌داوری به‌طور ویژه به اقتصاد و شرکت‌ها طی دوره تغییرات ساختاری آسیب زننده خواهد بود چرا که نه خود فناوری، بلکه نحوه استفاده از آن است که نحوه استفاده از آن را تعیین می‌کند. این به معنای استخدام فرد مناسب در شغل و زمان مناسب است که پیش‌داوری مانع از انجامش است.
دونووان در ۲۰۰۶ میلادی تحلیل مفصلی در باب بازی‌های المپیک تابستانی ۲۰۱۲ در نقش خود به عنوان مشاور اقتصادی «اتحاد تجاری لندن شرقی» (ELBA) تألیف نموده‌است. او در این تحقیقات بحث می‌کند که عواید اقتصاد کلان از این بازی‌ها می‌تواند رقمی بین ۵٫۹ تا ۷٫۸ میلیارد پوند در دراز مدت را برای بخش هکنی لندن، نوهام و تاور هملتس را به بار آورد.
درحالی که او درگیر بحثی در ژوئن ۲۰۱۹ در مورد قیمت‌های مصرف‌کنندگان چینی بود، دونووان در قسمتی از بحث در مورد آنفولانزای خوکی و اثر آن بر افزایش قیمت پورک گفت: «خوک‌های چینی و کسانی که آن‌ها را می‌خورند». بعداً دونووان به خاطر این عبارت قبل عدم حضور در UBS معذرتخواهی کرد و گفت «من اشتباهی کردم و به صورت غیرعامدانه از زبانی استفاده کردم که از نظر فرهنگی بسیار تند بود». پاتریک وینتر و بنجامین رابرتسون از بلومبرگ گزارش دادند که: «رقبای محلی UBS که همیشه سعی در تصاحب بخش بزرگتر تجاری تحت سلطه مدیران جا افتادهٔ ثروت غرب را داشته‌اند، در محکوم ساختن عبارات دونووان سرعت عمل به خرج دادند».

## سایر علاقه‌مندی‌ها
دونووان در ۲۰۰۳ میلادی به‌طور مشترک «ائتلاف یادبود پیتر کلاورهاوس» را تأسیس نمود، خیریه‌ای که مراقبت طولانی مدت از سرطانی‌ها را تأمین مالی می‌کند. او عضو کمیته سرمایه‌گذاری کالج سنت آنه آکسفورد است و در مدرسه آکادمی بریج در هاکنی نیز کار کرده‌است. دونووان خود را به عنوان یک اسکی‌باز خبره و بوکسور آماتور سنگین‌وزن توصیف می‌کند.